# Thalictrum acutifolium
Thalictrum acutifolium är en ranunkelväxtart som först beskrevs av Hand.-mazz., och fick sitt nu gällande namn av Joseph Robert Bernard Boivin. Thalictrum acutifolium ingår i släktet rutor, och familjen ranunkelväxter. Inga underarter finns listade i Catalogue of Life.